# Bystrzyca Górna
Bystrzyca Górna – wieś w Polsce położona w województwie dolnośląskim, w powiecie świdnickim, w gminie Świdnica.
Bystrzyca Górna to jedna z największych wsi w regionie leżąca pomiędzy Pogórzem Wałbrzyskim na północnym zachodzie a Górami Sowimi na południowym wschodzie, na wysokości około 280–310 m n.p.m.
W miejscowości jest przystanek kolejowy Bystrzyca Górna.

## Podział administracyjny
W latach 1954–1968 wieś należała i była siedzibą władz gromady Bystrzyca Górna, po jej zniesieniu w gromadzie Lutomia. W latach 1975–1998 miejscowość administracyjnie należała do województwa wałbrzyskiego.

## Nazwa
W księdze łacińskiej Liber fundationis episcopatus Vratislaviensis (pol. Księga uposażeń biskupstwa wrocławskiego) spisanej za czasów biskupa Henryka z Wierzbna w latach 1295–1305 miejscowość wymieniona jest w zlatynizownej formie Bistricza.

## Historia
Wieś znajduje się na północnym krańcu Gór Sowich. Początkami sięga XIV wieku, ale jej rozwój datowany jest 200 lat później, gdy rozpoczęto eksploatację galeny. Wybuch wojny trzydziestoletniej przerwał prace górnicze, które zostały wznowione dopiero w XVIII w. W 1904 r. pojawiła się nazwa kopalni Marie-Agnes (na mapach górniczych z 1924 r. oznaczona już jako nieczynne wyrobisko). W czasie Reformacji mieszkańcy wsi przyjęli wyznanie Lutra, przejmując miejscowy kościół parafialny. W 1653 cesarska komisja redukcyjna oddała jednak świątynię nielicznym katolikom, zmuszając miejscowych ewangelików do korzystania ze świdnickiego Kościoła Pokoju. Dopiero po przejęciu Śląska przez Prusy, dzięki pomocy hrabiego Maximiliana Conrada Ernsta von Hochberga, przebudowano budynek tzw. karczmy środkowej na dom modlitwy, w którym pierwsze nabożeństwo odprawiono 17 czerwca 1742. Po stu latach eksploatacji dotychczasową konstrukcję szachulcową wymieniono na murowaną (kamienno-ceglaną). Orientowany kościół posiadał jednokondygnacyjne empory, kryształowe żyrandole oraz - naprzeciwko wejścia - zwieńczoną Barankiem Paschalnym tzw. ambonę ołtarzową, za którą znajdowała się chrzcielnica. Nad wejściem głównym (strona zachodnia) znajdował się barokowo-rokokowy prospekt organowy z organami z ok. 1750; w 1880 posiadały one 16 głosów, a w 1897 zostały zastąpione nowym, 13-głosowym instrumentem firmy Schlag&Söhne, który po 1945 wywieziono do Warszawy i zmontowano w pierwotnym kościele św. Zygmunta; obecnie znajdują się w piwnicach dolnego kościoła na osiedlu Orlik. Przez cały okres swojego istnienia kościół nie posiadał wieży. Przetrwał co prawda II wojnę światową, jednakże na skutek opuszczenia popadł w ruinę.

Podczas III wojny śląskiej Austriacy ufortyfikowali wzgórza w okolicy, lecz bitwę pod Burkatowem przegrali. Wiek XIX zmienił wieś w popularne letnisko pełne gospód, zajazdów i noclegowisk.
Po 1945 Bystrzyca Górna znacznie rozwinęła się, między innymi dzięki powstaniu tu lokalnego przemysłu. W 1988 roku były tu 34 gospodarstwa rolne, wytwórnia pasz i odlewnia produkująca okucia budowlane.

## Zabytki
Do wojewódzkiego rejestru zabytków wpisane są:
- pałac (nr 43), z końca XIX w.
- zespół pałacowy (nr 47):
  - pałac, z końca XIX w., pierwotnie pochodził z XVI wieku, ale spłonął w 1799 r. Obecny wobec licznych przebudowań i remontów nie można uznać za reprezentanta żadnego ze znanych stylów. Zajmuje go ośrodek wychowawczy i szkoła specjalna; otoczony jest parkiem
  - park, z końca XVIII-XX w. z licznym starodrzewem
- Kościół Wniebowzięcia Najświętszej Marii Panny w Bystrzyca Górnej, parafialny, z XVII-XIX w., którego istnienie potwierdzono już w 1376 r., wielokrotnie przebudowywany. W ściany zewnętrzne wmurowano 12 renesansowych i barokowych nagrobków z końca XVI i pocz. XVII w[9]. Wyposażenie kościoła jest skromne. Chrzcielnica pochodzi z XVIII wieku.

## Szlaki turystyczne
Przez Bystrzycę Górną przechodzą dwa znakowane szlaki turystyczne:
- ze Świebodzic do Kuźnicy,
- ze Świdnicy do Zagórza Śląskiego.